# Thelyconychia marconychia
Thelyconychia marconychia är en tvåvingeart som beskrevs av Louis-Paul Mesnil 1970. Thelyconychia marconychia ingår i släktet Thelyconychia och familjen parasitflugor. Inga underarter finns listade i Catalogue of Life.